# Thomas Hayes
Thomas Hayes (* 7. března 1997) je norsko-britský herec. Známý je díky roli Williama Magnussona v norském seriálu Skam, který byl vysílán ve čtyřech sériích na televizní stanici NRK od října 2015 do června 2017.  

## Filmografie

### Film
- Fuck Fossils (2017)

### TV
- SKAM (2015–2017)
- Elven (televizní seriál)
- His Name Is Not William (2018)
- The River (2017)

## Hudba
Hayes se objevil ve videoklipu „Ignite“, vydaném K-391 & Alan Walker (feat. Julie Bergan & Seungri) 12. května 2018.
Hayes se také objevil ve videoklipu pro „Electro House 2019“, vydaným EJP.